# Franz Kallina
František rytíř Kallina z Urbanowa (Franz Ritter Kallina von Urbanow) (13. dubna 1821 Jindřichův Hradec – 10. července 1880 Brno) byl rakouský státní úředník původem z jižních Čech. Po studiích práv působil od roku 1843 v různých funkcích ve státní správě Rakouského císařství, v roce 1877 byl povýšen do šlechtického stavu. Před svou smrtí byl krátce místodržitelem na Moravě (1880).

## Životopis
Narodil se v Jindřichově Hradci, jeho starší bratr Alois Kallina (1810–1885) působil jako ministerský rada na rakouském ministerstvu spravedlnosti. Franz studoval práva v Praze a ve Vídni, od roku 1843 pracoval na místodržitelství ve Štýrském Hradci, později na několika místech v Kraňsku (dnešní Slovinsko). V letech 1853–1859 působil v Uhrách, kde byl od roku 1855 jako zeměpanský komisař pověřen správou obecní rady Budína. Po pádu Bachova absolutismu byl na několik let postaven mimo aktivní službu, v roce 1863 se vrátil k práci na místodržitelství ve Štýrsku, kde byl od roku 1868 místodržitelským radou. V roce 1876 byl jmenován dvorním radou a v letech 1878–1880 zastával funkci zemského prezidenta v Kraňsku. V březnu 1880 byl jmenován místodržitelem na Moravě, ale zemřel jen o několik měsíců později v Brně. Pohřben byl ve Štýrském Hradci.
Za zásluhy získal Řád Františka Josefa (1866) a Řád železné koruny (1874). V roce 1877 byl povýšen do šlechtického stavu jako rytíř Kallina von Urbanow. V Budíně získal čestné občanství.
Jeho synovec Alois Kallina (1843–1920) byl prezidentem vrchního zemského soudu v Praze a ve Vídni.
V říjnu 1877 se ve Štýrském Hradci v katedrále svatého Jiljí oženil Annou von Pernfuß. Jeho manželka byla neteří Anny Plochlové, morganatické manželky arcivévody Jana Habsbursko-Lotrinského. 